# Scybalocanthon acrianus
Scybalocanthon acrianus – rodzaj chrząszczy z rodziny poświętnikowatych i podrodziny Scarabaeinae. 

## Taksonomia
Gatunek ten opisany został po raz pierwszy w 2019 roku przez Fernanda A.B. Silvę i Marcely’ego Valoisa na łamach „Zootaxa”. Jako lokalizację typową wskazano Rio Branco w brazylijskim stanie Acre. Epitet gatunkowy pochodzi od nazwy stanu.

## Morfologia
Chrząszcz o ciele długości od 6 do 7 mm, w zarysie owalnym z zaokrąglonymi bokami, matowym wskutek mikroziarenkowania. Głowa jest ciemnobrązowa, o nadustku zaopatrzonym w dwa małe, trójkątne, pośrodkowe ząbki na krawędzi przedniej. Przedplecze jest żółte lub jasnobrązowe, o przednich narożach mających kąt 85° i regularnie zakrzywionych brzegach bocznych. Ciemnobrązowe pokrywy mają cienkie, słabo wgłębione, błyszczące, niewyraźnie punktowane rzędy, z których ósmy zaciera się w przedniej ⅓ i pozbawiony jest na przedzie żeberka. Spód ciała jest ciemnobrązowy z żółtymi lub jasnobrązowymi bokami hypomerów. Barwa odnóży jest żółta lub jasnobrązowa. Genitalia samca mają symetryczne, na szczycie ukośnie ścięte paramery o zakrzywionych dowewnętrznie krawędziach grzbietowych oraz zakrzywionych dowewnętrznie w części nasadowej, a w części pozostałej prawie prostych krawędziach brzusznych. W endofallusie występuje okrągły z zakrzywioną rączką skleryt peryferyjny górny prawy, sigmoidalny z mikroszczecinkami tuż za nim skleryt peryferyjny frontolateralny, naprzeciwległe i podłużne skleryty osiowy i podosiowy oraz sigmoidalny skleryt dodatkowy.

## Ekologia i występowanie
Owad spotykany w lasach.
Gatunek neotropikalny, znany z brazylijskiego stanu Acre oraz boliwijskiego departamentu Beni.